# 馬化龍
馬 化龍（ば かりゅう、Mǎ Huàlóng、1810年 - 1871年）は、回民蜂起の指導者の一人。ムスリム名はタブアトゥッラー、道号はサイード・シュハダー（殉教者の領袖）。
甘粛省霊州金積堡の出身。スーフィズムの一派であるジャフリーヤ教団のイマームであり、1862年に甘粛省で回民が蜂起するとその指導者となった。金積堡を拠点とし、1865年に清の提督雷正綰を包囲するなど、たびたび清軍を撃退した。しかし1869年から陝甘総督左宗棠とその配下の総兵劉松山の包囲を受けた。包囲を16カ月間耐え抜き、1870年には劉松山を戦死させたが、劉松山の甥の劉錦棠の猛攻を受け、1871年3月に降伏し、処刑された。
馬化龍の墓は霊武市にあり、1985年に記念式典が行われると、一万人以上の人々が中国各地から集まった。